# Colombo (district)
Colombo (Singalees: Kŏḷamba; Tamil: Kŏ̮lumpu) is een district in de Westelijke Provincie van Sri Lanka. Het heeft een oppervlakte van 642 km². Daarmee is Colombo het kleinste district van het land. Belangrijke plaatsen zijn 's lands commerciële hoofdstad Colombo en 's lands politieke hoofdstad Sri Jayewardenapura Kotte. Het district had in 2001 2.235.000 inwoners.
Centrale Provincie (Kandy · Matale · Nuwara Eliya) · Oostelijke Provincie (Ampara · Batticaloa · Trincomalee) · Noordelijke Centrale Provincie (Anuradhapura · Polonnaruwa) · Noordelijke Provincie (Jaffna · Kilinochchi · Mannar · Mullaitivu · Vavuniya) · Noordwestelijke Provincie (Kurunegala · Puttalam) · Sabaragamuwa (Kegalle · Ratnapura) · Uva (Badulla · Moneragala) · Westelijke Provincie (Colombo · Gampaha · Kalutara) · Zuidelijke Provincie (Galle · Hambantota · Matara)